# 육군항공정비학교
육군항공정비학교(일본어: 陸軍航空整備学校 리쿠군 코쿠세이비갓코[*])는 사이타마현 도코로자와시에 있던 일본 제국 육군 항공대 총감부 관할 병과학교였다.

## 역사
칙령 제470호에 따라 1938년 7월 1일부터 육군항공기술학교의 하사관과 간부후보생, 육군소년비행병에 대한 항공정비교육를 이관받고 도코로자와 육군비행장에서 육군항공총감부 직할 학교로서 개교하였다.
1943년 8월에 학교는 지명을 접두사로 붙여 도코로자와 육군항공정비학교가 개명되었다. 그리고 다음 달에 9월에는 다치카와(立川)와 하치노헤(八戸)에 교육대를 창설하였다.
1944년 4월, 다른 교육대에 맞춰 본교의 교육대 또한 지명을 붙여 도코로자와 교육대로 개명되었다.
1945년 2월 20일에, 병력을 극한까지 모으기 위한 작전부대와 교육부대의 분리방침에 따라 제3항공교육단으로 재편성되었다.

## 역대 교장
| #    | 계급 | 성명                        | 취임일           | 이임일           |
| ---- | ---- | --------------------------- | ---------------- | ---------------- |
| 초대 | 소장 | 佐藤進 사토 스스무[*]       | 1938년 12월 10일 | (불명)           |
| 2대  | 소장 | 中富秀夫 나카토미 히데오[*] | 1939년 8월 1일   | 1941년 10월 15일 |
| 3대  | 소장 | 加藤尹義 다다요시 가토[*]   | 1942년 6월 1일   | (불명)           |
| 4대  | 중장 | 三上喜三 미카미 기조[*]     | 1943년 8월 2일   | (불명)           |
| 5대  | 중장 | 平田勝治 히라타 카쓰지[*]   | 1944년 10월 21일 | 1945년 2월 20일  |

## 조직
- 도코로자와(所沢) 교육대; 1935년 7월 1일, 창설
- 다치카와(立川) 교육대; 1943년 9월, 창설
- 하치노헤(八戸) 교육대; 1943년 9월, 창설

## 계보
- 1938년 7월 1일, 陸軍航空整備学校→육군정비학교
- 1943년 8월 1일, 所沢陸軍航空整備学校→도코로자와 육군정비학교
- 1945년 2월 20일, 第3航空教育団→제3항공교육단

## 같이 보기
- 도코로자와 육군비행학교, 같은 도코로자와시 안의 비행학교.
- 다치카와 육군항공정비학교, 같은 학과의 다치카와시 소재 학교.
- 기후 육군항공정비학교, 같은 학과의 기후시 소재 학교.

## 참고 자료
- 秦郁彦 (2005). 《日本陸海軍総合事典》 (일본어) 2판. 東京大学出版会.
- 外山操; 森松俊夫 (1987). 《帝国陸軍編制総覧》 (일본어). 芙蓉書房出版.
- 原剛; 安岡昭男 (2003). 《日本陸海軍事典コンパクト版（上）》 (일본어). 新人物往来社.